# Dorfkirche Rogäsen

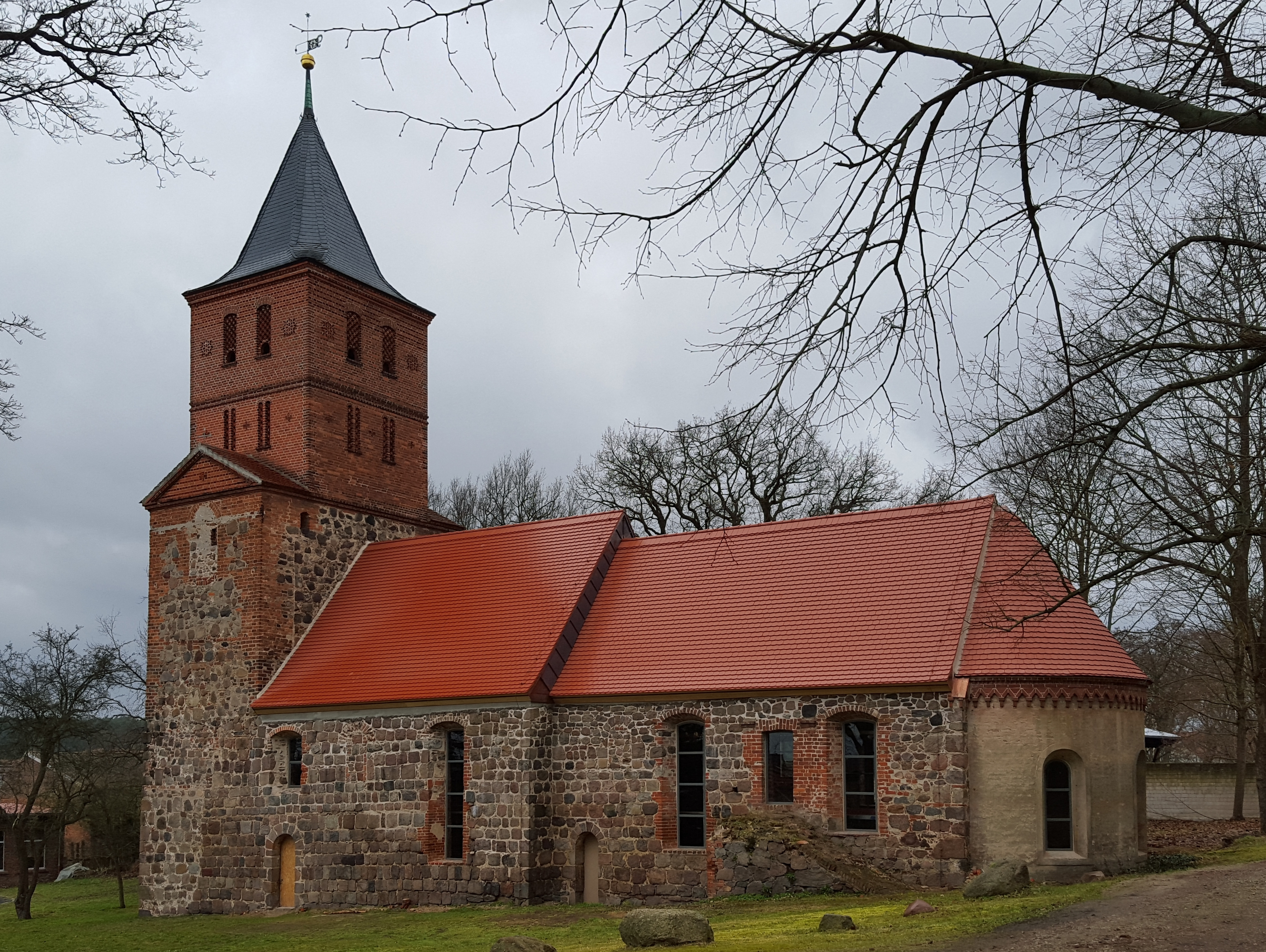
Die Dorfkirche in Rogäsen im Februar 2016 nach Wiederaufbau

Die Dorfkirche Rogäsen ist die Teilruine der Kirche im Dorf Rogäsen in der Gemeinde Rosenau im Westen des Landes Brandenburg. Sie ist als Baudenkmal ausgewiesen. Die Kirche gehört zum Pfarramt Wusterwitz des Evangelischen Kirchenkreis Elbe-Fläming der Evangelischen Kirche in Mitteldeutschland.

## Geschichte
Die Saalkirche ist eine romanische Feldsteinkirche aus dem frühen 13. Jahrhundert. Wie bei vielen Kirchen der Umgebung wurden eiszeitlich antransportierte Steine als Bausteine verwendet. Romanischen Ursprungs sind der Chor und das Kirchenschiff. Die Kirche war vierteilig mit einem queren Westturm, der die Breite des Schiffes hatte, dem Kirchenschiff, dem gegenüber diesem eingezogenen Chor und einer Apsis. Der romanische Bau entstand wahrscheinlich in zwei Bauabschnitten. Apsis, Chor und östlicher Teil des Schiffs entstammen wohl einem ersten, während der größte Teil des Schiffs und der alte Turm in einem etwas späteren zweiten errichtet wurden. Der Chor hatte rundbogige Fenster mit Feldsteingewände, das Schiff stattdessen rundbogige Fenster mit Ziegelsteinbögen. Weiterhin bestand ein Gemeindeportal in der südlichen Außenwand des Schiffes. Das Priesterportal war in der Südwand des Chores eingearbeitet. Es wird angenommen, dass weiterhin ein Westportal bestand.
Im Laufe der Jahrhunderte gab es mehrere Umbauten und Erweiterungen am Kirchengebäude. Ende des 15. Jahrhunderts beziehungsweise am Anfang des 16. Jahrhunderts stürzte der westliche Teil des Kirchturms ein. Die Bruchkante ist am Kirchengebäude noch zu erkennen. Der Turm wurde unter Einarbeiten der alten Feldsteine und darüber hinaus mit vielen Ziegelsteinen für die Zwischenräume spätgotisch wieder aufgebaut. Es wird angenommen, dass während dieser Baumaßnahmen (oder früher) auch die bestehende Verbindung zwischen Schiff und Turm vermauert wurde. Das Westportal wurde nicht wieder geschaffen.
Noch vor oder kurz nach dem Dreißigjährigen Krieg kam es größeren Umbauten. Dabei riss man die bestehende Apsis ab und verlängerte den Chorraum nach Osten. Weiterhin entfernte man den Triumphbogen. Die Kirchenfenster wurden deutlich im Stil des Barock vergrößert. Man verlängerte den Chor und veränderte die Fenster. Vor 1860 wurde dem Turm ein neuer Aufsatz aus Backstein aufgesetzt. 1897 wurde die Halbkreisapsis in ihrer bestehenden Form geschaffen.

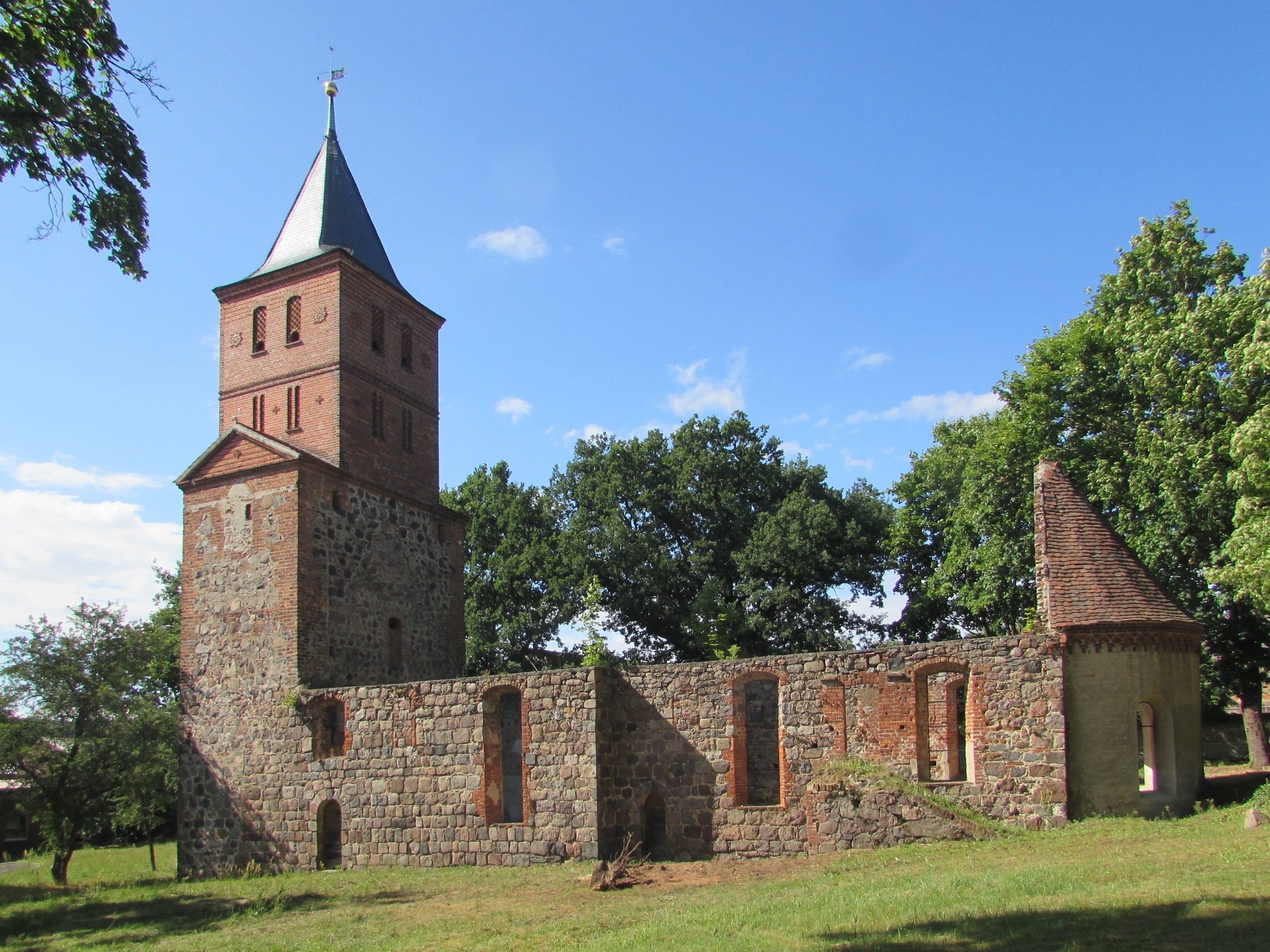
Die Dorfkirche in Rogäsen als Teilruine am 9. Juli 2015 unmittelbar vor Beginn des Wiederaufbaus

In der Zeit der DDR unterblieben erforderliche Erhaltungsmaßnahmen, so dass Anfang der 1970er-Jahre keine Gottesdienste mehr stattfinden konnten. Im Juni 1978 wurde die Kirchengemeinde von der staatlichen Bauaufsicht aufgefordert, Sicherungsmaßnahmen an der vom Hausschwamm befallenen Dach- und Deckenkonstruktion vorzunehmen. Da die finanziellen Mittel fehlten, entschied sich die Kirchengemeinde, das Dach des Kirchenschiffs und des Chorraums abzutragen. Dabei ging auch die gesamte Inneneinrichtung aus bislang ungeklärten Gründen verloren.
1993 wurden erste Sicherungsmaßnahmen für die Bausubstanz ergriffen. 2002 wurden erste Planungen für die Komplettsanierung des Bauwerks getroffen. Die Sanierung am Kirchturm erfolgte 2003. 2014 wurde bekannt, dass 2015 die Reparaturen, die Kirche soll ein neues Dach bekommen, beginnen sollten. Die zu erwartenden Kosten wurden auf 160.000 Euro geschätzt. Darin waren 96.000 Euro aus dem Denkmalschutz-Sonderprogramm des Kulturstaatsministers enthalten. Im Juli 2015 begann der Wiederaufbau, der im Mai 2017 mit einem Festgottesdienst beendet werden konnte.

## Bauwerk

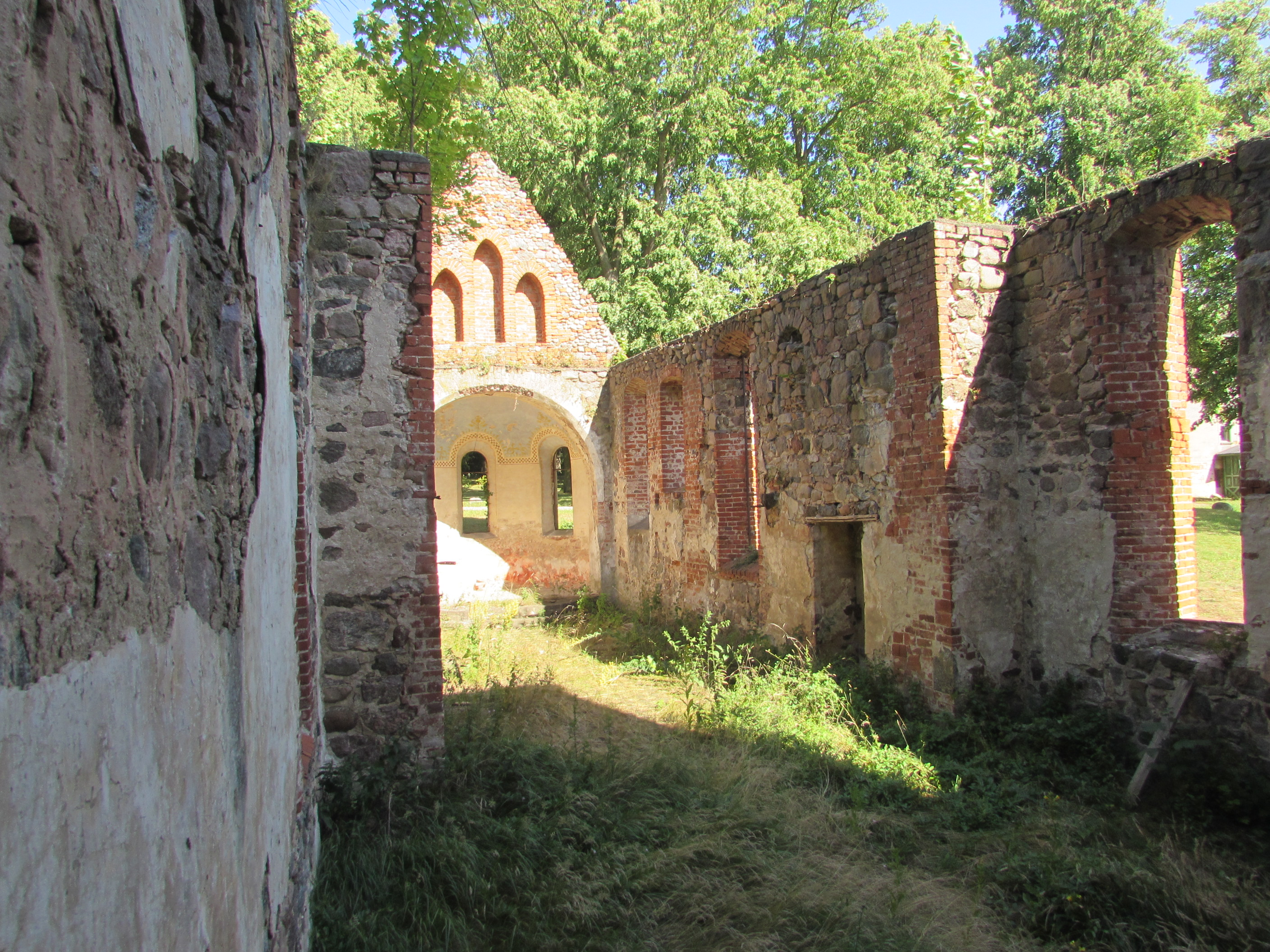
Das Kircheninnere der Ruine im Juli 2015 unmittelbar vor Beginn der Sanierung mit Blick nach Osten in den Chorraum und die Apsis

Kirchenschiff und Chor sind mit Feldsteinen gemauert. Zwei kleine rundbogige Portale auf der Südseite und ein vermauertes Rundbogenfenster auf der Nordseite belegen den romanischen Ursprung der Kirche. Weitere Öffnungen wurden nachträglich verändert. Sie sind mit roten Ziegelsteinen ummauert. Die Fensteröffnungen sind segmentbogig gestaltet. Ein Korbbogenfenster in der Südwand des Schiffes wurde vermauert. Jeweils nach Norden und Süden wurden flach segmentbogige Portale zum gegenüber dem Schiff etwas eingezogenen Chorraum geschaffen, die über kleine Freitreppen zu erreichen sind. Das Dach über dem Schiff und Chor ist vollständig und einschließlich seines Stuhles abgetragen. Nach Osten schließt sich dem Chor eine halbrunde Apsis an. Diese ist grau verputzt und stammt aus dem späten 19. Jahrhundert. Sie hat drei rundbogige Fensteröffnungen. Unter der Traufe ist ein Spitzbogenfries als schmückendes Element eingearbeitet. Die Apsis ist halbkegelig mit roten Biberschwänzen überdacht.
Der Westturm ist im unteren, älteren Anteil aus Feldsteinen quer zum Kirchenschiff gemauert. Im neueren oberen Bereich wurden Klinker als Bausteine verbauert. Der quere Bereich endet etwa auf zwei Drittel der Gesamthöhe. Nach Norden und Süden finden sich Dreiecksgiebel. Rundbogige Öffnungen, wahrscheinlich Schallöffnungen für einen ehemaligen Glockenstuhl wurden vermauert. Mittig wurde 1897 auf diesen queren Bau ein quadratischer Turmaufsatz mit dem neuen Glockenstuhl in roten Ziegelsteinen gemauert. Die segment- und rundbogigen Schallöffnungen für den Klang der Glocken nach allen vier Himmelsrichtungen sind mit Steingitter teilverschlossen. Auf der Spitze des Turmhelms befindet sich eine Turmkugel und eine Wetterfahne.
Das Kircheninnere ist weitgehend zerstört beziehungsweise entfernt. In der Apsis ist eine Deckenmalerei zu erkennen. Der Boden ist mit Keramikfliesen ausgelegt. Nach Westen erkennt man einen großen rundbogigen Durchgang zwischen Turm und Schiff, der bis auf eine kleine rechteckige Tür vermauert ist.
Im Turm befanden sich ursprünglich drei Glocken aus Bronze. Die mittlere Glocke entstand in der Mitte des 14. Jahrhunderts und trägt die Aufschrift: O rex gloriae veni cum pace (O König der Ehren komm mit Frieden). Die größere Glocke wurde 1460 gegossen und ist auf der Schulter mit Jesus + Maria + Johannes beschriftet. Die kleinere Glocke ging in einem der beiden Weltkriege verloren. Sie war 1685 in Magdeburg hergestellt worden. Die Kosten für einen Nachguss werden auf rund 34.000 Euro beziffert. Allerdings wäre es für ein funktionsfähiges Geläut erforderlich, die Eichenholzjoche zu sanieren.